# Иванов, Юрий Васильевич
Иванов Юрий Васильевич (6 февраля 1920 года Вольск Саратовская губерния РСФСР — сентябрь 1990 Москва СССР) — советский военачальник. Начальник Разведывательного управления Главного штаба ВМФ СССР — заместитель начальника Главного штаба ВМФ по разведке (июль 1975 — январь 1979), вице-адмирал.

## Биография
В 1938 году закончил первый курс Ленинградского государственного университета. 1 августа 1938 года призван на военную службу.
В июле 1941 года окончил Высшее военно-морское училище имени М. В. Фрунзе. Командовал штурманской боевой частью подводной лодки С-56 1-й бригады подводных лодок Тихоокеанского флота с февраля по октябрь 1942 года. С октября 1942 по март 1943 года на этой же подводной лодке перешёл из Владивостока в Полярный, принимал участие в Великой Отечественной войне в составе Северного флота в должности командира штурманской боевой части. С июля 1944 по декабрь 1945 дивизионный штурман бригады подводных лодок.
С февраля по октябрь 1946 года служил в Учебном отряде подводного плавания имени С. М. Кирова.
С октября 1946 по сентябрь 1947 года служил помощником командира подводной лодки «С-56», а с сентября 1947 по сентябрь 1949 подводной лодки «С-16» Северного флота. С сентября по декабрь 1949 года находился в распоряжении начальника Военно-морской академии имени К. Е. Ворошилова.
Занимал должность старшего помощника военного атташе по военно-морской части при посольстве СССР в Мексике с декабря 1949 по сентябрь 1953 года.
С сентября 1953 по декабрь 1957 года командир подводных лодок С-14, Б-9, Б-68 Северного флота, дивизии учебных кораблей в Ленинграде а затем в составе Тихоокеанского флота. Был начальником штаба 124-й бригады, командиром 90-й отдельной бригады подводных лодок Тихоокеанского флота с августа 1958 года. Контр-адмирал с 10 июня 1961 года. C 1961 по 1965 год — командир 26-й дивизии атомных подводных лодок — первого соединения АПЛ на Тихоокеанском флоте.
Начальник Разведывательного Управления Главного штаба ВМФ СССР с июля 1965 по июль 1975 года, начальник Разведывательного управления — заместитель начальника Главного штаба ВМФ по разведке c июля 1975 по январь 1979 года, в распоряжении главкома ВМФ с января по июнь 1979 года. На этом посту его сменил вице-адмирал Хурс, Иван Кузьмич. С июня 1979 вице-адмирал Иванов Ю. В., в запасе.
Скончался 12 сентября 1990 года, похоронен на Серафимовском кладбище Ленинграда, ныне Санкт-Петербурга.
Награждён орденом Октябрьской революции (1979), двумя орденами Красного Знамени (1944, 1974), тремя орденами Отечественной войны I ст. (1943, 1944, 1985), орденом Отечественной войны II ст. (1944), двумя орденами Красной Звезды (1954,1963), медалями, в том числе «30 лет Болгарской народной армии» (1974), «За укрепление дружбы по оружию» II степени (Чехословакия).

## Память
30 сентября 2013 года на Санкт-Петербургском судостроительном заводе Северная верфь состоялась торжественная церемония спуска на воду среднего разведывательного корабля нового поколения проекта 18280 «Юрий Иванов».